# Punta Grober
De Punta Grober is een 3497 meter hoge berg in het westen van de Pennische Alpen. De berg ligt op de grens van het Italiaanse provincies Verbania en Vercelli die beide tot de regio Piëmont behoren.
De berg ligt op de scheiding van het Valle Anzasca en het Valsesia in het uiterste oosten van het Monte Rosamassief. Zowel de noordzijde als de zuidzijde van de Punta Grober zijn voor een groot deel bedekt door de Locciegletsjer. Hierop ligt ook het laagste punt van de bergkam, de Colle delle Loccie die de scheiding vormt met de naastgelegen top Punta Tre Amici (3624 m). De gletsjertocht naar deze pas is niet moeilijk, maar vanaf beide zijden zeer lang. Vanaf de pashoogte gaat de route naar de top over de noordwestgraat.
In september 1874 werd de top van de Punta Grober voor het eerst bedwongen door Antonio Grober. Begin twintigste eeuw werd de berg naar deze alpinist vernoemd. Daarvoor stond de berg op de kaarten vermeld als de Monte delle Loccie.
Vanaf de top heeft men uitzicht op het oostelijke deel van het Monte Rosamassief. De toppen die te zien zijn zijn van noord naar zuid Cima di Iazzi, Fillarhorn, Jägerhorn, Nordend, Dufourspitze, Zumsteinspitze, Signalkuppe, Parrotspitze, Ludwigshöhe, Corno Nero, Piramide Vincent en Punta Giordani.